# Frühsommer-Meningoenzephalitis
Die Frühsommer-Meningoenzephalitis (FSME; englisch tick-borne encephalitis, TBE, veraltet auch Schneider’sche Krankheit) ist eine durch das FSME-Virus ausgelöste Erkrankung, die mit grippeähnlichen Symptomen, Fieber und bei einem Teil der Patienten mit einer Meningoenzephalitis, der Entzündung von Gehirn und Hirnhäuten, verläuft. Beim Großteil der infizierten Personen treten jedoch keine Krankheitsanzeichen auf.
Übertragen wird die Krankheit durch den Stich einer infizierten Zecke, hauptsächlich durch den Gemeinen Holzbock (Ixodes ricinus); seltener durch den Konsum von Rohmilch eines infizierten Nutztiers. Eine ursächliche Behandlung der FSME ist nicht möglich. Neben allgemeinen Schutzmaßnahmen wie körperbedeckender Kleidung und dem Absuchen des Körpers nach einem Waldbesuch kommt die FSME-Impfung als vorbeugende Maßnahme in Frage. National etwas unterschiedlich wird sie von verschiedenen Behörden für alle Personen empfohlen, die sich in „Risiko-“ oder Endemiegebieten aufhalten, arbeiten oder dorthin verreisen.
Abzugrenzen ist FSME von der ebenfalls von Zecken viel häufiger übertragenen, bakteriellen Lyme-Borreliose.

## Erreger und Übertragung

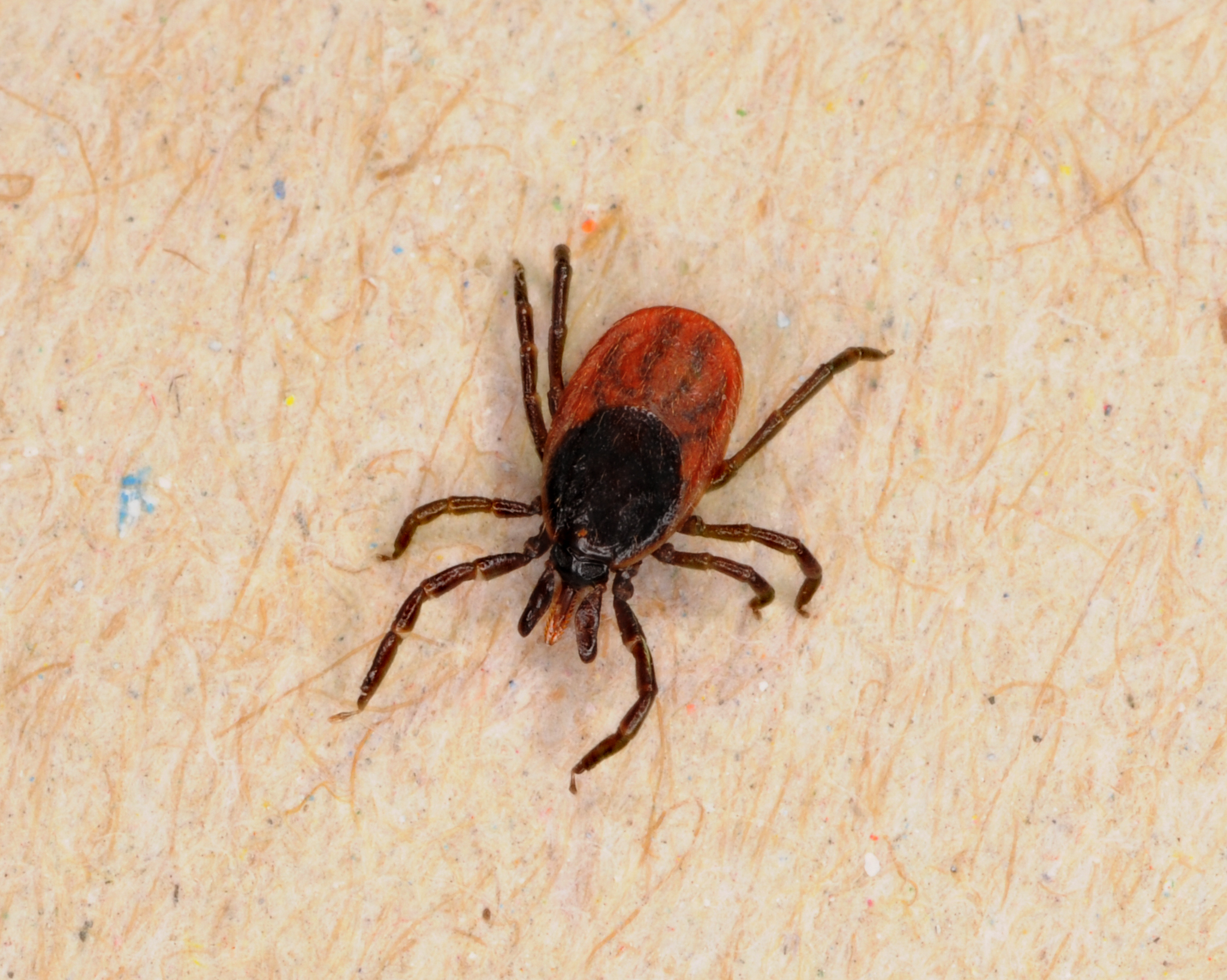
Zecke

Der Verursacher der Frühsommer-Meningoenzephalitis ist das FSME-Virus, ein humanpathogenes Virus aus der Familie der Flaviviridae und Gattung Flavivirus. Dieses Virus ist ein behülltes Einzelstrang-RNA-Virus [ss(+)RNA], von dem drei relevante Subtypen mit hoher phylogenetischer und antigener Ähnlichkeit bekannt sind. Diese werden aufgrund ihres sich teilweise überlappenden geographischen Vorkommens als europäischer, fernöstlicher und sibirischer Subtyp bezeichnet. Hierbei verursacht der europäische Subtyp die im deutschsprachigen Raum bezeichnete Erkrankung „FSME“, während im englischsprachigen Raum allgemein der Überbegriff tick-borne encephalitis (TBE) für die von allen Virussubtypen verursachte Erkrankung ist. Die Virussubtypen werden dabei abgekürzt: TBEV-Eu (bzw. Eu-TBEV) für den europäischen, TBEV-FE (bzw. FE-TBEV) für den fernöstlichen und TBEV-Sib (bzw. Sib-TBEV) für den sibirischen Subtyp. Zudem wurde ein himalajanischer (TBEV-Him) sowie ein baikalischer (TBEV-Bkl) Subtyp identifiziert. Der fernöstliche Subtyp ist mit der höchsten Rate an Langzeitschäden und tödlichen Verläufen assoziiert.
Der in Europa hauptsächlich vorkommende europäische Subtyp des FSME-Virus wird durch den Stich einer infizierten Zecke übertragen. Die Hauptkrankheitsüberträger in Mitteleuropa sind die Arten der Gattung Ixodes mit der häufigsten einheimischen Art, dem Gemeinen Holzbock (Ixodes ricinus), sowie die Taigazecke (Ixodes persulcatus), darüber hinaus die Wiesenzecke (Dermacentor reticulatus), seltener auch andere Vertreter der Gattung Rhipicephalus sowie Vertreter der Gattungen Dermacentor, Haemaphysalis, Amblyomma und aus der Familie der Lederzecken die Gattungen Argas und Ornithodorus.
Das FSME-Virus wird beim Einstich aus der Speicheldrüse der Zecke innerhalb der ersten Stunden übertragen. Im Gebüsch, an Waldrändern oder in hohem Gras auf Wiesen besteht das größte Risiko eines Zeckenstiches, weil dort Kleinsäugetiere (Mäuse), Vögel und Wild als Hauptwirte (primäres Erregerreservoir) der Zecken leben. In Höhen oberhalb von 1000 Metern kommen keine mit FSME infizierten Zecken vor, obwohl der Gemeine Holzbock in den Alpen mittlerweile in Höhen bis 2000 m. ü. M. vorgestoßen ist. Diese Differenz hängt mit den spezifischen Überlebensbedingungen des Virus zusammen. In Risikogebieten liegt der Anteil der FSME-infizierten Zecken bei etwa 0,1 % bis 5 %. Die Zecke kann auch selbst ihr eigener Überträger werden, da die Viren innerhalb der Zeckenpopulation über die Entwicklungsstadien der Zecke hinaus (transstadial) oder an die nächste Zeckengeneration (transovariell) weitergegeben werden können.
Die Übertragung durch virusinfizierte Milchprodukte („biphasisches Milchfieber“) tritt in Deutschland, Österreich und der Schweiz selten auf, da diese nur durch Rohmilch von Ziegen, Schafen oder Kühen möglich ist. In baltischen Ländern wird eine höhere Prävalenz von Antikörpern gegen das FSME-Virus mit dem häufigen Genuss von Ziegenmilch in Verbindung gebracht. Eine Übertragung von Mensch zu Mensch ist nicht möglich. Das Virus wird durch Pasteurisierung der Milch zuverlässig inaktiviert.
Zecken können auch Borreliose übertragen. Die Borreliose wird durch Borrelien verursacht und ist wesentlich häufiger als die FSME (pro 100.000 Einwohnern werden in Bundesländern mit Meldepflicht zwischen 20 und 90 Borreliosefälle pro Jahr gemeldet, bei FSME beträgt diese Zahl nur 1,3; s. u.). Dies liegt daran, da ca. 10–35 % der Zecken mit Borrelien infiziert sind. Gegen Borreliose existiert keine Impfung, allerdings kann die Infektion im Gegensatz zur FSME mit Antibiotika behandelt werden. Während die FSME in Deutschland nur in bestimmten Risikogebieten auftritt, ist bei der Borreliose von einer Infektionsgefährdung in allen Landesteilen auszugehen.

## Häufigkeit

### Deutschland
In Deutschland ist die Frühsommer-Meningoenzephalitis seit 2001 nach § 7 Abs. 1 Infektionsschutzgesetz durch den Leiter des diagnostizierenden Labors meldepflichtig. 2012 wurden 195 Fälle gemeldet, 2013 dagegen 420, 2014 waren es 260 und 2015 wurden 223 Fälle verzeichnet. 2016 stieg die Fallzahl auf 344 an, 2017 auf 486 und 2018 auf 584. 2019 sank sie auf 445, 2020 erhöhte sie sich wieder auf 712. 2021 ging die Zahl der Fälle auf 420 zurück, stieg 2022 jedoch wieder auf 562. Für 2023 wurden 475 und für 2024 686 Fälle verzeichnet. Als „Fall“ wird hierbei bezeichnet, wenn bei einer Person, die:
1. grippeähnliche Beschwerden oder Symptome des zentralen Nervensystems hat,
2. ein labordiagnostischer Nachweis (Serologie oder PCR) einer zugrundeliegenden FSME gelingt.[13][14]

Während der Sommermonate, insbesondere nach Freizeitaktivitäten, werden die meisten Fälle gemeldet.

### Schweiz
In der Schweiz erkranken pro Jahr etwa 100 Personen an FSME, wobei 2005 (204 Fälle) und 2006 (249 Fälle) ein starker Anstieg zu verzeichnen war. In der Folge lag die Zahl bis 2013 bei 100 bis 170 Fälle pro Jahr.

### Österreich
| Jahr | Erkrankungsfälle | Todesfälle |
| ---- | ---------------- | ---------- |
| 2024 | 163              | 0          |
| 2023 | 109              | 0          |
| 2022 | 206              | 3          |
| 2021 | 135              | 0          |
| 2020 | 250              | 4          |
| 2019 | 106              | 2          |
| 2018 | 171              | 5          |
| 2017 | 123              | 0          |
| 2016 | 95               | 1          |
| 2015 | 79               | 0          |
| 2014 | 81               | 1          |
| 2013 | 100              | 2          |
| 2012 | 49               | 2          |
| 2011 | 103              | 3          |
| 2010 | 67               | 2          |
| 2009 | 60               | 2          |
| 2008 | 65               | 3          |
| 2007 | 33               | 0          |
| 2006 | 53               | 0          |
| 2005 | 62               | 3          |
| 2004 | 32               | 0          |
| 2003 | 52               | 1          |
| 2002 | 36               | 0          |
| 2001 | 23               | 1          |
| 2000 | 12               | 0          |
| 1999 | 6                | 0          |
| 1998 | 10               | 0          |
| 1997 | 17               | 0          |
| 1996 | 29               | 0          |

Laut Medienberichten wurde im Jahr 2020 ein neuer Negativrekord von Erkrankungen verzeichnet. Grund dafür sollen „Impffaulheit“, Angst vor einer COVID-19-Erkrankung sowie Reisebeschränkungen und die damit verbundenen Urlaube innerhalb Österreichs gewesen sein.
Aufgrund der grippeähnlichen, oft unspezifischen Symptomatik ist eine hohe Dunkelziffer von Erkrankungen möglich (die dann aber harmlos verlaufen).

## Risikogebiete

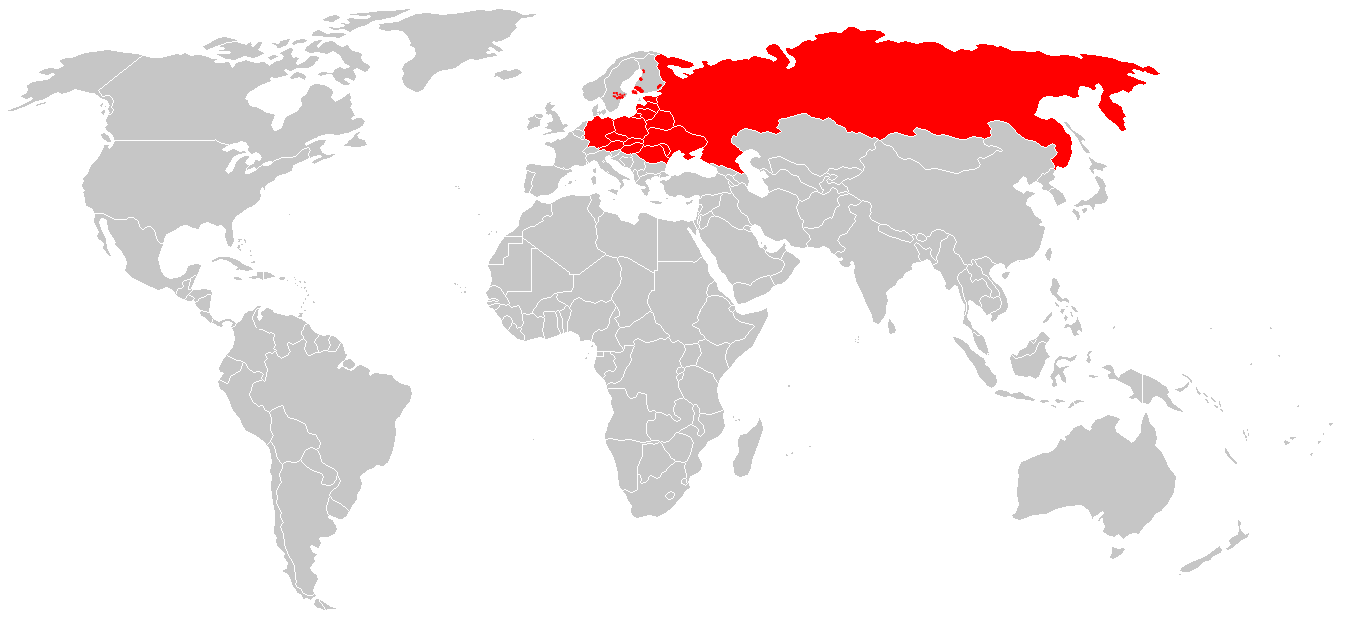
Globales Verbreitungsgebiet der durch Zecken übertragenen FSME

183 FSME-Risikogebiete in Deutschland nach der Statistik des Robert Koch-Instituts (Stand: 15. Januar 2025, 7867 Fälle in den Jahren 2002 bis 2024). In hellgrün wurden für 2025 der neue Stadtkreis (SK) Augsburg sowie die beiden Landkreise Celle und Elbe-Elster hervorgehoben. In Bayern sind nur noch der SK Schweinfurt und in Baden-Württemberg der SK Heilbronn keine Risikogebiete.

### Deutschland
In Deutschland galten bis 2006 Land- oder Stadtkreise als FSME-Risikogebiete, in denen in einem Jahr mindestens zwei oder in fünf Jahren mindestens fünf Erkrankungen auftraten – aufgrund einer Ansteckung im selben Gebiet. Als Hochrisikogebiete galten bis 2006 jene Risikogebiete, in denen in fünf Jahren mindestens 25 Krankheitsfälle auftraten. Dies waren der Schwarzwald in Südbaden, der südhessische Odenwald, die Bergstraße sowie die Region um Passau. Dabei ist ein Zecken-Hot-Spot oft nicht größer als ein Fußballfeld oder nur halb so groß – und über Jahre räumlich stabil.
Gemäß RKI wird ein (Land-)Kreis in Deutschland als Risikogebiet definiert, wenn die Anzahl übermittelter FSME-Erkrankungen in mindestens einem der zurückliegenden Fünfjahreszeiträume (für 2024 also 2002–2006, 2003–2007, 2004–2008 usw. bis 2020–2024) im Kreis oder in der Kreisregion (im Kreis und allen Nachbarkreisen) signifikant höher liegt als die bei einer Fünfjahresinzidenz von einer Erkrankung pro 100.000 Einwohner erwartete Fallzahl (die deutschlandweite Inzidenz für FSME liegt bei 1,3 Erkrankten pro 100.000 Einwohnern jährlich). Ein so klassifizierter Kreis behält für 20 Jahre seinen Status als FSME-Risikogebiet. Mit Stand 2025 sind 180 Kreise in Deutschland zum FSME-Risikogebiet erklärt worden. Im Süden und der Mitte Deutschlands (Baden-Württemberg, Bayern, Südhessen, im südlichen Thüringen und in Sachsen) gibt es große, praktisch zusammenhängende FSME-Naturherde. Hierbei treten fast 90 % der FSME-Fälle in Baden-Württemberg und Bayern auf, die Inzidenz schwankt zwischen 0,7 und 2 Fälle pro 100.000 Einwohner und Jahr.
Eine reguläre FSME-Impfung empfiehlt die Ständige Impfkommission nur für die Landkreise der vom Robert Koch-Institut (RKI) erstellten FSME-Karte.

### Schweiz
Wegen stark gestiegener Fallzahlen in der Schweiz hat das Bundesamt für Gesundheit (BAG) im Februar 2019 eine Impfempfehlung für die ganze Schweiz mit Ausnahme der Kantone Genf und Tessin ausgesprochen. FSME-Impfungen werden von den Krankenkassen bezahlt. Oberhalb 1500 m ü. M. kommen Zecken nicht vor und oberhalb von 1000 m ü. M. ist (Stand 2012) auch in der Schweiz kein FSME-Gebiet bekannt. Beides kann sich aufgrund der zunehmenden globalen Erwärmung ändern.

### Österreich
Österreich gilt als ein Kernland der FSME-Virusverbreitung in Europa. Das gesamte Bundesgebiet ist Zecken-Endemiegebiet. Aus Höhenlagen über 1000 Meter sind (Stand 2007) keine Fälle von FSME durch Zeckenstiche bekannt. Die meisten Erkrankungen gab es 2005 in der Steiermark, Oberösterreich und Tirol, jedoch gab es in allen Bundesländern FSME-Fälle. Die Hochrisikogebiete befinden sich entlang der Donau in Wien, in der Wachau, im Gebiet von St. Pölten sowie zwischen Passau und Linz. Auch große Teile des Burgenlandes, Kärntens und der Steiermark sowie das Tiroler Inntal sind Gebiete mit hohem Risiko; auch dazwischen gibt es Risikogebiete. In Österreich erkrankten um 2004 trotz der weiten Verbreitung verhältnismäßig wenige Menschen an FSME, weil rund 90 % von ihnen geimpft waren.
| Jahre     | Altersgruppe 1–20 Jahre | Altersgruppe 21–50 Jahre | Altersgruppe > 50 Jahre | Gesamt |
| --------- | ----------------------- | ------------------------ | ----------------------- | ------ |
| 1971–1981 | 779                     | 1077                     | 522                     | 2378   |
| 1986–1994 | 158                     | 607                      | 523                     | 1288   |
| 1994–2002 | 043                     | 278                      | 466                     | 0787   |

Auffällig ist der starke Rückgang der Gesamtzahlen, vor allem bei Menschen unter 50 Jahren. Der Rückgang der Erkrankungszahlen gilt als Folge der hohen Durchimpfungsrate. Seit 1981 gibt es die FSME-Schutzimpfung in Österreich. Seit 2010 wird die Impfung auch Reisenden und Urlaubern offiziell empfohlen.

### Andere Länder
In Mitteleuropa befinden sich weitere FSME-Endemiegebiete in Polen, in Tschechien und in der Slowakei, in Nordeuropa in den baltischen Staaten, Süd- und Mittelschweden, an der Südküste Norwegens und Finnlands sowie in Teilen Dänemarks (z. B. endemisch auf Bornholm). Zudem sind hohe Inzidienzien im europäischen Teil Russlands sowie in Südosteuropa in Ungarn, Kroatien, Slowenien und Albanien beschrieben. Dagegen wurden in Belgien, Vereinigtem Königreich, Frankreich (Elsass), Italien (Trentino) und den Niederlanden wenige bis Einzelfälle beobachtet.

## Symptome und Krankheitsverlauf
FSME wurde erstmals 1931 durch Hans (Johann) Schneider beschrieben, der damals Primarius im Krankenhaus Neunkirchen in Niederösterreich war. Daher wurde ihm zu Ehren die Erkrankung auch als „Schneider’sche Erkrankung“ bezeichnet.
Die Inkubationszeit der Erkrankung beträgt im Durchschnitt 10 Tage.
Die durch den Zeckenstich übertragenen Viren vermehren sich zunächst in den Langerhans-Zellen sowie Makrophagen und gelangen dann in die Lymphknoten und anschließend ins Blut (Virämie). Daher werden extraneurale Gewebe wie Milz und Leber infiziert. Nur etwa 10–30 % der Infizierten zeigen Symptome, bei den restlichen verläuft die Krankheit asymptomatisch. Bei dem sogenannten biphasischen Verlauf treten etwa 1 Woche lang grippeähnliche Symptome mit Fieber (um 38 °C) und Kopf- und Gliederschmerzen auf, die sich wieder zurückbilden. Diese Symptome können beim monophasischen Verlauf, verursacht durch die beiden weiteren FSME-Stämme, fehlen. In dieser zwei- bis dreitägigen Prodromalphase kann auch die Diagnostik (Serologie und Liquor) noch unauffällig sein.
Bei 70 % der symptomatischen Patienten tritt nach der ersten Krankheitsphase eine zweite Krankheitsphase ein mit einem erneuten Fieberanstieg. Auch Zeichen der Gehirn- und Hirnhautbeteiligung treten in diesem Stadium auf: Kopfschmerzen, Erbrechen sowie Hirnhautzeichen (meningeale Reizzeichen). Die Symptome können mehrere Monate anhalten, es kann selbst nach schweren Verläufen zur völligen Ausheilung kommen. In dieser zweiten Krankheitsphase kommt es bei ca. 50 % zu einer Meningitis. Bei 40 % der Patienten kommt es zu einer Meningoenzephalitis mit schweren Bewusstseinsstörungen und Lähmungen der oberen Extremitäten (wegen des Befalls der Rückenmarkzellen) bis hin zur Atemlähmung. Bei 10 % der Fälle kommt es zu einer Myelitis mit schlaffen Arm- und Beinparesen, oft zusammen mit einer Hirnstammenzephalitis, oft innerhalb von Stunden, mit Befall der motorischen Hirnnervenkerne und der Vorderhörner im Rückenmark. Diese schweren Formen heilen selten und meist nur unvollständig aus. Außerdem wurden auch Gehirnödeme beobachtet.

## Diagnostik
Ein erinnerlicher Zeckenstich in der Krankheitsgeschichte und die neurologische Untersuchung geben Hinweise auf eine Erkrankung. Wird eine Lumbalpunktion durchgeführt, zeigen sich eine Zellvermehrung (Pleozytose) und eine Eiweißerhöhung in der Hirnflüssigkeit (Liquor cerebrospinalis) ab dem zweiten Fiebergipfel.
Beweisend für eine FSME ist der Nachweis von IgM- und IgG-Antikörpern gegen das Virus in Serum oder Liquor mittels eines ELISA-Testes oder Immunfluoreszenz. Auch dieser Nachweis ist erst mit Beginn der zweiten Fieberphase möglich. Zu beachten ist, dass eine FSME-Impfung zu positiven Antikörpertitern führt. FSME-spezifische IgM-Antikörper aus Blut und Liquor treten 2–4 Wochen nach Zeckenstich auf, IgG-Antikörper anschließend nach ca. 1–2 Wochen. Ebenso zu beachten ist, dass Impfungen gegen andere Flaviviren, wie Gelbfieber, Dengue und Japan-Enzephalitis auch kreuzreaktive IgM-Antikörper induzieren können, welche im Einzelfall die Diagnostik erschweren können. Gleiches gilt für durchgemachte Infektionen mit dem West-Nil-Virus.
Spezialverfahren zum direkten Virusnachweis ist die PCR (in der ersten, virämischen Krankheitsphase). Dennoch hält die Virämie nicht lange an, so dass ein negativer PCR-Befund nicht notwendigerweise eine FSME-Infektion ausschließt. Die Nachweisbarkeit des Viruserbmaterials verschwindet meist mit der Ausbildung der Pleozytose im Liquor.
Die weltweit umfangreichste Virusstammsammlung besitzt das Institut für Mikrobiologie der Bundeswehr. Bei der Rickettsien-Forschung gehört das Labor zu den weltweit führenden. Mit einem Sonderprogramm sollen mögliche Gesundheitsgefahren durch afrikanische Zecken erforscht werden.

## Behandlung und Prognose
Es bestehen keine Möglichkeiten der ursächlichen (kausalen) Therapie, spezifische antivirale Medikamente existieren nicht. Ist die Krankheit einmal ausgebrochen, ist nur eine symptomatische, auf die Linderung einzelner Symptome konzentrierte Therapie möglich. Das therapeutische Spektrum umfasst Bettruhe und Schmerzmittel (Analgetika). Vom vermeidbaren Einsatz von fiebersenkenden Mitteln (Antipyretika) sowie Glukokortikoiden wird abgeraten. In schweren Fällen ist eine intensivmedizinische Behandlung mit parenteraler Ernährung und Flüssigkeitsersatz, eventuell auch Intubation und kontrollierter Beatmung notwendig.
Im Rahmen einer Rehabilitation nach der akuten Phase der Erkrankung kommen Methoden wie die Physiotherapie, Logopädie und neurophysiologisches Training zum Einsatz.
Die Prognose der schweren Verläufe ist ungünstig, bei Kindern und Jugendlichen besser als bei Erwachsenen. Bei fast 60 % der über 15-Jährigen zeigen sich nach einem schwerwiegenden Verlauf langwierige, teils dauerhafte Funktionsstörungen. Es kann zu einem monatelangen neurasthenischen Syndrom mit emotionaler Instabilität und Stressintoleranz kommen. Nach einer Studie erholten sich nur 20 % der Patienten vollständig, über 50 % behielten neurologische Funktionsstörungen (neurologische Langzeitkomplikationen wie chronische Kopfschmerzen, Hörverlust, neuropsychiatrische Beschwerden und Konzentrationsstörungen). 30 % starben im Zeitraum bis zu zehn Jahren an den Folgen der FSME. Nach einer überstandenen Infektion besteht eine langjährige Immunität, auch gegen die anderen Typen des FSME-Virus. Das Robert Koch-Institut empfiehlt, dass der Immunschutz nach drei bis fünf Jahren durch eine Dosis eines FSME-Impfstoffs wieder aufgefrischt wird.
Wenn die Infektion den Hirnstamm erreicht, besteht Lebensgefahr, da sich ein diffuses Hirnödem bilden kann. Je nach Subtyp beträgt die Mortalitätsrate 0,5–3 % (europäischer und sibirischer Subtyp) bis 40 % (fernöstlicher Subtyp).
Bei Doppelinfektionen mit Borrelia burgdorferi, dem Erreger der Lyme-Borreliose, sind die Verläufe häufig schwerwiegend.

## Vorbeugung
Allgemeine vorbeugende Schutzmaßnahmen (Expositionsprophylaxe) sind die Grundlage der Vorbeugung.
Im Gegensatz zur Borreliose kann eine Frühsommer-Meningoenzephalitis durch eine aktive Impfung („Zeckenimpfung“) häufig verhindert werden. Der Wirkstoff für eine passive Impfung nach einem Zeckenstich (postexpositionelle Immunprophylaxe) wird in Deutschland seit 2003 nicht mehr vertrieben.

### Allgemeine vorbeugende Maßnahmen
Um FSME und auch der Lyme-Borreliose vorzubeugen, sollten Zeckenstiche nach Möglichkeit vermieden werden. Kleidung, die möglichst viel Körperoberfläche bedeckt (z. B. lange Hosen, langärmelige Hemden und festes Schuhwerk), reduzieren das Risiko eines Zeckenbefalls deutlich. Repellents wirken in gewissem Umfang auch gegen Zecken; nach etwa zwei Stunden lässt ihre Wirkung allerdings nach. Nach naturnahem Aufenthalt in zeckengefährdeten Gebieten sollte ein sorgfältiges Absuchen von Körper und Kleidung erfolgen. Gefundene Zecken sollten sorgfältig entfernt und verwahrt, die Stelle des Stichs desinfiziert und der Zeitpunkt sowie Befallsort notiert werden. Die Zecke sollte dabei möglichst nicht gedreht werden, und auf keinen Fall vor dem Entfernen mit Öl oder Klebstoff beträufelt werden, da dies das Tier unnötig reizen und dazu führen könnte, dass es seinen Speichel und somit mögliche Infektionserreger abgibt.

### Impfung
Der FSME-Impfstoff enthält für eine aktive Immunisierung inaktivierte, nicht vermehrungsfähige FSME-Viren sowie als Adjuvans Aluminiumhydroxid, das die Wirksamkeit des Impfstoffs verstärkt. Der Impfstoff wird intramuskulär gespritzt. Er ist sehr effektiv, nach der Grundimmunisierung sind 99 % der Geimpften 3 Jahre lang geschützt. Die in der EU zugelassenen Impfstoffe schützen gegen die Subtypen TBEV-Eu, TBEV-FE und TBEV-Sib. Das Erkrankungsrisiko wird von etwa 1:18.000 bei Nicht-Geimpften auf 1:840.000 reduziert. In Österreich erkrankten von 1995 bis 2004 insgesamt nur zwei Geimpfte mit eindeutigen Erkrankungszeichen.
Die Impfung wird oft fälschlich als „Zeckenschutzimpfung“ bezeichnet, ist aber irreführend. Auch nach einer FSME-Impfung sind weitere präventive Maßnahmen notwendig, mit denen die Wahrscheinlichkeit der Übertragung anderer durch Zecken übertragbarer Erkrankungen – z. B. der weitaus häufiger als die FSME auftretenden Lyme-Borreliose – reduziert werden kann. Dies sind das Tragen von heller, geschlossener Kleidung, die Anwendung von Repellents, das Vermeiden von unwegsamem Gelände und Unterholz, das zeitnahe Absuchen des Körpers nach Zecken und deren sofortige Entfernung.

#### Durchführung
Für einen langjährigen Schutz ist eine Grundimmunisierung notwendig, die aus drei Impfungen besteht. Nach der ersten Impfung wird zwei bis 12 Wochen darauf erneut geimpft, abgeschlossen wird mit einer dritten Impfung 5 bis 12 Monate nach der zweiten Impfung.
Eine Auffrischungsimpfung wird in Deutschland und Österreich nach drei Jahren empfohlen, weitere Auffrischungsimpfungen je nach Alter nach drei bzw. fünf Jahren. Verschiedene neuere Publikationen mit Bestimmung der Antikörpertiter zeigen jedoch, dass vermutlich ein wesentlich längerer Impfschutz vorhanden ist. Das Schweizerische Bundesamt für Gesundheit empfiehlt eine Auffrischungsimpfung alle zehn Jahre.
Bei kurzfristigem Bedarf können die Impfungen in einem Schnellschema verabreicht werden. Beispielsweise werden drei Dosen des Impfstoffes Encepur innerhalb von drei Wochen gegeben (zweite und dritte Dosis am 7. und am 21. Tag). Für einen langfristigen Schutz ist dann eine einmalige Wiederholungsimpfung nach einem Jahr notwendig.
Eine Impfung nach erfolgtem Zeckenstich kann Ungeimpfte nicht mehr vor einer FSME-Infektion durch die gerade entfernte Zecke schützen. Um die Diagnose einer FSME nicht zu verzögern, soll eine Grundimmunisierung frühestens vier Wochen nach dem Stich erfolgen. Eine passive Immunisierung durch Gabe von Antikörpern gegen FSME wird nicht mehr empfohlen.

#### Impfempfehlungen
Deutschland: Nach den Impfempfehlungen der Ständigen Impfkommission (STIKO) am Robert Koch-Institut besteht eine Indikation zur aktiven Impfung für Personen,
- die in FSME-Risikogebieten zeckenexponiert sind;
- die durch FSME im beruflichen Umfeld gefährdet sind (exponiertes Laborpersonal sowie Personen in Risikogebieten, z. B. Forstbeschäftigte und Exponierte in der Landwirtschaft) oder
- die reisebedingt in TBE-Risikogebieten außerhalb Deutschlands zeckenexponiert sind.[39]

Die in Deutschland zugelassenen Impfstoffe schützen gegen die mitteleuropäischen, fernöstlichen und sibirischen Subtypen des FSME-Virus.
Bei Kindern verläuft die Erkrankung milder als bei Erwachsenen. Bei Erwachsenen werden rund 50 % der Fälle als schwer eingeordnet, bei Kindern nur bei 25 %. Ebenso ist die Rate von Defektheilungen bei Kindern mit 2 % deutlich niedriger als bei Erwachsenen mit rund 30-40 %. Kinder sind allerdings häufiger Zeckenstichen ausgesetzt, da sie sich häufiger im Freien aufhalten. Ebenso ist die Impfung der einzige zuverlässige Schutz gegen schwere Krankheitsverläufe, da keine spezifische Therapie existiert. Das Robert Koch-Institut empfiehlt infolgedessen Risiko und Nutzen der Impfung bei Kindern abzuwägen und nach dem Risiko für Zeckenstiche durch FSME-infizierte Zeckenpopulationen zu richten. Ein Impfstoff ist für Kinder ab einem Jahr zugelassen.
Schweiz: Die Eidgenössische Kommission für Impffragen der Schweiz empfiehlt Impfungen für alle Personen in Endemiegebieten (seit 2025 die gesamte Schweiz mit Ausnahme des Kantons Tessin), ab einem Alter von 3 Jahren (seit 2025, zuvor ab einem Alter von sechs Jahren).
Österreich: Das Nationale Impfgremium empfiehlt im Impfplan FSME-Schutzimpfungen für alle Personen in allen Bundesländern.
Gegenanzeigen zur Impfung stellen allgemeine Impfhindernisse wie fieberhafte Erkrankungen (über 38 °C), Allergien gegen Impfbestandteile sowie bevorstehende große körperliche Anstrengungen dar. Chronische Erkrankungen sind hingegen kein Impfhindernis; im Gegenteil profitiert dieser Personenkreis besonders von Schutzimpfungen. Auch banale Infekte mit leichtem Fieber (bis 38 °C) stellen kein Impfhindernis dar. Während einer Schwangerschaft ist eine sorgfältige Abwägung der Risiken und Vorteile vorzunehmen. Erfahrungen zur Impfung von schwangeren Frauen liegen nicht vor.

#### Nebenwirkungen
Als Nebenwirkung können innerhalb der ersten vier Tage – insbesondere nach der ersten Teilimpfung – Allgemeinsymptome wie Temperaturerhöhung, Kopfschmerzen, Mattigkeit, Unwohlsein oder Magen-Darm-Beschwerden auftreten. Begleitsymptome wie vorübergehende Gelenk- und Muskelschmerzen sind beschrieben. Die Lokal- und Allgemeinreaktionen sind vorübergehend und klingen in der Regel schnell und folgenlos wieder ab.
Lokalreaktion wie Schmerzen und eine gerötete Einstichstelle wurden am häufigsten (bis zu 45 %) beschrieben, Fieber als Allgemeinreaktion trat bei ca. 5–6 % der Fälle auf. Letzteres wurde bei Kindern unter 3 Jahren häufiger beobachtet (ca. 15 %).

## Meldepflicht
In Deutschland ist der direkte oder indirekte Nachweis vom FSME-Virus namentlich meldepflichtig nach § 7 Absatz 1 des Infektionsschutzgesetzes (IfSG), soweit der Nachweis auf eine akute Infektion hinweist. Meldepflichtig sind die Labore usw. (§ 8 IfSG).
In Österreich sind virusbedingte Meningoenzephalitiden anzeigepflichtige Krankheiten gemäß § 1 Absatz 1 Ziffer 2 Epidemiegesetz 1950 (also auch FMSE). Die Anzeigepflicht bezieht sich auf Erkrankungs- und Todesfälle. Zur Anzeige verpflichtet sind unter anderen Ärzte und Labore (§ 3 Epidemiegesetz 1950).
In der Schweiz ist der positive laboranalytischer Befund der Krankheit Frühsommer-Meningo-Enzephalitis (FSME) für Ärzte, Spitäler usw. meldepflichtig und zwar nach dem Epidemiengesetz (EpG) in Verbindung mit der Epidemienverordnung und Anhang 1 der Verordnung des EDI über die Meldung von Beobachtungen übertragbarer Krankheiten des Menschen.

## FSME bei Tieren
Rot- und Rehwild zeigen in Endemiegebieten hohe Antikörpertiter (Maß der Konzentration von Antikörpern), erkranken aber nicht klinisch. Bei Haushunden sind Einzelfälle mit Fieber, Bewusstseinsstörung, Lähmungen und Ausfällen der Hirnnerven beschrieben, insgesamt scheinen sie aber wenig empfänglich, und selbst experimentelle Infektionen an Welpen führten zu keiner klinischen Symptomatik.

## Namensherkunft
Die Bezeichnung Frühsommer kommt von der russischen Taigazecke, die nur im Frühjahr und Frühsommer aktiv ist. In Mitteleuropa sind Zecken ganzjährig (außer in kalten Wintern) aktiv.

### Allgemeine Links
- Frühsommer-Meningoenzephalitis – Informationen des Robert Koch-Instituts
- Frühsommer-Meningoenzephalitis (FSME). Bundesministerium für Soziales, Gesundheit, Pflege und Konsumentenschutz, 24. Januar 2022.
- Frühsommer-Meningoenzephalitis (FSME). Bundesamt für Gesundheit, 7. Oktober 2021.
- FSME-Impfung bei Erwachsenen. impfen-info.de; umfassende Informationen der Bundeszentrale für gesundheitliche Aufklärung (BZgA) zum Thema Impfungen.
- Durch Zecken übertragbare Krankheiten: FSME und Lyme-Borreliose. Bayerisches Staatsministerium für Gesundheit und Pflege.
- FSME: Welche Krankheiten übertragen Zecken? Infovideo. Gesundheitsportal Bund, ein Angebot des Bundesministeriums für Gesundheit, 1. Juli 2021.

### Karten der Risikogebiete
- Europaweite Risikogebiete für FSME . (Memento vom 19. April 2015 im Internet Archive) Universität Rouen.
- Karte der FSME-Risikogebiete in Deutschland. Robert Koch-Institut, 27. Februar 2025.
- FSME-Verbreitungskarte Österreich und Europa. zecken.at, Verein zur Förderung der Impfaufklärung (unterstützt von Pfizer).
- Gebiete in der Schweiz mit FSME-Impfempfehlung. Bundesamt für Gesundheit.
- Epidemiology of tick-borne encephalitis in EU and EFTA. FSME-Risikogebiete in Europa, Europäisches Zentrum für die Prävention und die Kontrolle von Krankheiten (englisch).